# Ledesma de la Cogolla
Ledesma de la Cogolla – gmina w Hiszpanii, w prowincji La Rioja, w La Rioja, o powierzchni 12,13 km². W 2011 roku gmina liczyła 19 mieszkańców.